# Рудольф Лейкарт
Карл Георг Фрідріх Рудольф Лейкарт (нім. Karl Georg Friedrich Rudolf Leuckart; 7 жовтня 1822, Гельмштедт — 6 лютого 1898, Лейпциг) — німецький зоолог, паразитолог, дійсний член Німецької академії наук «Леопольдина» (1853), член-кореспондент Петербурзької академії наук.
Особливо відомий дослідженнями деяких гельмінтів та їх життєвих циклів, зокрема ціп'яка свинячого, ціп'яка бичачого, трихінел тощо. Іноді його вважають засновником німецької паразитології.